# Poplusz Wielki
Poplusz Wielki (lub Poplusz) – jezioro w Polsce, w województwie warmińsko-mazurskim, w powiecie olsztyńskim, w gminie Olsztynek.

## Położenie i charakterystyka
Jezioro leży na Równinie Olsztynka, natomiast w regionalizacji przyrodniczo-leśnej – w mezoregionie Puszcz Mazurskich, w dorzeczu Marózka–Łyna–Pregoła. Znajduje się około 10 km w kierunku południowo-wschodnim od Olsztynka, około 1 km na północ od Swaderek. Od strony północnej wpada ciek wodny łączący akwen z Jeziorem Plusznym Wielkim, wypływa natomiast na południu kierując wody do rzeki Marózki.
Zbiornik wodny leży w otoczeniu lasów, na południu i zachodzie również częściowo podmokłe łąki. Linia brzegowa rozwinięta. Brzegi w większości płaskie, na północy wysokie. Ławica przybrzeżna piaszczysto-mulista, dno muliste.
Zbiornik wodny według typologii rybackiej jezior zalicza się do linowo-szczupakowych.
Jezioro leży na terenie obwodu rybackiego jeziora Pluszne w zlewni rzeki Łyna – nr 8.

## Morfometria
Według danych uzyskanych poprzez planimetrię jeziora na mapach w skali 1:50 000 według Państwowego Układu Współrzędnych 1965, zgodnie z poziomem odniesienia Kronsztadt, powierzchnia zbiornika wodnego to 12,5 ha. Lustro wody znajduje się na wysokości 137,8 m n.p.m.

## Przyroda
W skład pogłowia występujących ryb wchodzą m.in. szczupak, leszcz, lin, węgorz, okoń i płoć.
Obszar jeziora leży na terenie specjalnego obszaru ochrony siedlisk w ramach sieci Natura 2000 Ostoja Napiwodzko-Ramucka (PLH280052) o łącznej powierzchni 32 612,78 ha.